# Campionatul European de Fotbal Sub-21 2025
Campionatul European de Fotbal Sub-21 2025 (cunoscut și sub numele de UEFA Under-21 Euro 2025) a fost cea de-a 25-a ediție a Campionatului European de Fotbal Sub-21 (ediția a 28-a, dacă este inclusă și era Sub-23). Competiția este campionatul bienal internațional de fotbal pentru tineret organizat de UEFA pentru echipele naționale masculine sub 21 de ani din Europa. Un total de 16 echipe vor juca în turneul final. Jucătorii născuți la sau după 1 ianuarie 2002 sunt eligibili să participe.
Turneul va fi găzduit de Slovacia, țară care a fost desemnată gazdă de către UEFA la 25 ianuarie 2023. Slovacia a fost astfel calificată din oficiu la turneul final. Celelalte 15 participante au fost cunoscute după desfășurarea fazei preliminare. Tragerea la sorți pentru preliminarii a avut loc pe 2 februarie 2023. Meciurile s-au disputat în perioada 4 septembrie 2023–15 octombrie 2024. Meciurile de baraj s-au desfășurat în perioada 11–19 noiembrie a anului 2024. Cele 16 echipe calificate vor fi împărțite în patru grupe de câte patru la turneul final.
Pentru Slovacia, a fost a doua oară când a fost gazdă a unui Campionat European de fotbal U-21, după ediția din 2000. În plus, țara a găzduit Campionatul European de fotbal Sub-17 din 2013, Campionatul European de fotbal feminin Sub-19 din 2016 și Campionatul European de fotbal Sub-19 din 2022.
Anglia a câștigat al patrulea său titlu, învingând Germania cu 3-2.

## Stadioane
Orașele și stadioane stabilite de țara organizatoare pentru găzduirea partidelor turneului final.
| Bratislava | Trnava                     | Dunajská Streda     | Cașovia                 |
| --- | -------------------------- | ------------------- | ----------------------- |
| Tehelné pole | Stadionul Anton Malatinský | MOL Aréna           | Košická futbalová aréna |
| Capacitate: 22.500                                                                                                  | Capacitate: 18.200         | Capacitate: 12.700  | Capacitate: 12.555      |
| |                            |                     |                         |
| BratislavaTrnavaDunajská StredaTrenčínŽilinaCașoviaPrešovNitraCampionatul European de Fotbal Sub-21 2025 (Slovacia) |                            |                     |                         |
| Žilina | Trenčín                    | Nitra               | Prešov                  |
| Štadión pod Dubňom                                                                                                  | Štadión Sihoť              | Štadión pod Zoborom | Futbal Tatran Arena     |
| Capacitate: 10.897                                                                                                  | Capacitate: 10.000         | Capacitate: 7.480   | Capacitate: 6.500       |
| |                            |                     |                         |

## Preliminariile
În afară de Slovacia, Liechtenstein (care și-a desființat echipa Sub-21) și Rusia (interzisă din cauza invaziei în Ucraina), toate celelalte 52 de echipe naționale membre UEFA au participat în preliminariile de calificare pentru a determina restul de 15 locuri din turneul final. Tragerea la sorți pentru faza grupelor de calificare a avut loc la 28 ianuarie 2021.

### Echipele calificate
Următoarele echipe până în prezent s-au calificat la turneul final.
Notă: Toate statisticile privind aparițiile includ doar perioada Sub-21 (din 1978).
| Echipă        | Metoda de calificare                | Data calificării   | Apariții                              | Prima apariție | Ultima apariție | Cea mai bună performanță                      |
| ------------- | ----------------------------------- | ------------------ | ------------------------------------- | -------------- | --------------- | --------------------------------------------- |
| Slovacia      | Gazdă                               | 25 ianuarie 2023   | 3 (9 incl. Cehoslovacia)              | 2000           | 2017            | Locul 4 (2000)                                |
| Țările de Jos | Grupa C locul 1                     | 9 septembrie 2024  | 10                                    | 1988           | 2023            | Campioană (2006, 2007)                        |
| Spania        | Grupa B locul 1                     | 10 septembrie 2024 | 17                                    | 1982           | 2023            | Campioană (1986, 1998, 2011, 2013, 2019)      |
| Portugalia    | Grupa G locul 1                     | 11 octombrie 2024  | 11                                    | 1994           | 2023            | Finalistă (1994, 2015, 2021)                  |
| Germania      | Grupa D locul 1                     | 11 octombrie 2024  | 15                                    | 1982           | 2023            | Campioană (2009, 2017, 2021)                  |
| Danemarca     | Grupa I locul 1                     | 11 octombrie 2024  | 10                                    | 1978           | 2021            | Semifinalistă (1992, 2015)                    |
| Anglia        | Grupa F locul 1                     | 11 octombrie 2024  | 18                                    | 1978           | 2023            | Campioană (1982, 1984, 2023)                  |
| Ucraina       | Top 3 dintre echipele de pe locul 2 | 11 octombrie 2024  | 4 (7 incl. Uniunea Sovietică)         | 2006           | 2023            | Finalistă (2006)                              |
| România       | Grupa E locul 1                     | 15 octombrie 2024  | 5                                     | 1998           | 2023            | Semifinalistă (2019)                          |
| Polonia       | Top 3 dintre echipele de pe locul 2 | 15 octombrie 2024  | 8                                     | 1982           | 2019            | Sfertfinalistă (1982, 1984, 1986, 1992, 1994) |
| Slovenia      | Grupa H locul 1                     | 15 octombrie 2024  | 2                                     | 2021           | 2021            | Faza grupelor (2021)                          |
| Franța        | Top 3 dintre echipele de pe locul 2 | 15 octombrie 2024  | 12                                    | 1982           | 2023            | Campioană (1988)                              |
| Italia        | Grupa A locul 1                     | 15 octombrie 2024  | 23                                    | 1978           | 2023            | Campioană (1992, 1994, 1996, 2000, 2004)      |
| Finlanda      | Play-off                            | 19 noiembrie 2024  | 2                                     | 2009           | 2009            | Faza grupelor (2009)                          |
| Cehia         | Play-off                            | 19 noiembrie 2024  | 10 (16 incl. meciurile Cehoslovaciei) | 1996           | 2023            | Campioană (2002)                              |
| Georgia       | Play-off                            | 19 noiembrie 2024  | 2 (5 incl. URSS)                      | 2023           | 2023            | Sfertfinalistă (2023)                         |

## Faza grupelor
Câștigătoarele de grupă și echipele ce se clasează pe locul 2 avansează în sferturile de finală.
Reguli de departajare
În faza grupelor, echipele sunt clasate în funcție de puncte (3 puncte pentru victorie, un punct pentru egal, 0 puncte pentru înfrângere), iar dacă se află la egalitate la puncte, se aplică următoarele criterii de departajare, în ordinea dată, pentru a determina clasamentele (Articolele 18.01 si 18.02):
1. Puncte în meciurile directe între echipele aflate la egalitate;
2. Diferență de goluri în meciurile directe între echipele aflate la egalitate;
3. Goluri marcate în meciurile directe între echipele aflate la egalitate;
4. Dacă mai mult de două echipe sunt aflate la egalitate, iar după aplicarea tuturor criteriilor de meciuri directe de mai sus, un subset de echipe este în continuare la egalitate, toate criteriile de meciuri directe de mai sus sunt reaplicate exclusiv acestui subset de echipe;
5. Diferența de goluri în toate meciurile din grupă;
6. Goluri marcate în toate meciurile din grupă;
7. Lovituri de departajare dacă doar două echipe au același număr de puncte și se întâlnesc în ultima etapă a grupei și sunt la egalitate după aplicarea tuturor criteriilor de mai sus (nu se utilizează acest criteriu dacă mai mult de două echipe au același număr de puncte sau dacă clasările lor nu sunt relevante pentru calificarea pentru etapa următoare);
8. Puncte disciplinare (cartonaș roșu = 3 puncte, cartonaș galben = un punct, eliminare pentru două cartonașe galbene într-un meci = 3 puncte);
9. Clasamentul coeficientului UEFA pentru extragerea finală.

Toate orele sunt locale, CEST (UTC+2).

### Grupa A
| Loc | Echipă       | Pct. | MJ | V | E | Î | GM | GP | DG | Calificare        |
| --- | ------------ | ---- | -- | - | - | - | -- | -- | -- | ----------------- |
| 1.  | Spania       | 7    | 3  | 2 | 1 | 0 | 6  | 4  | +2 | Faza eliminatorie |
| 2.  | Italia       | 7    | 3  | 2 | 1 | 0 | 3  | 1  | +2 | Faza eliminatorie |
| 3.  | Slovacia (H) | 3    | 3  | 1 | 0 | 2 | 4  | 5  | −1 |                   |
| 4.  | România      | 0    | 3  | 0 | 0 | 3 | 2  | 5  | −3 |                   |

| Slovacia                      | 2–3    | Spania                            |
| ----------------------------- | ------ | --------------------------------- |
| Kopásek 48' Suslov 53' (pen.) | Raport | Pubill 16' Joseph 18' Tárrega 90' |

| Italia       | 1–0    | România |
| ------------ | ------ | ------- |
| Baldanzi 26' | Raport |         |

| Spania                       | 2–1    | România     |
| ---------------------------- | ------ | ----------- |
| Jauregizar 85' Fernández 88' | Raport | Munteanu 4' |

| Slovacia | 0–1    | Italia     |
| -------- | ------ | ---------- |
|          | Raport | Casadei 7' |

| România   | 1–2    | Slovacia             |
| --------- | ------ | -------------------- |
| Akdağ 67' | Raport | Obert 11' Suslov 57' |

| Spania        | 1–1    | Italia      |
| ------------- | ------ | ----------- |
| Rodríguez 53' | Raport | Pisilli 59' |

### Grupa B
| Loc | Echipă   | Pct. | MJ | V | E | Î | GM | GP | DG | Calificare        |
| --- | -------- | ---- | -- | - | - | - | -- | -- | -- | ----------------- |
| 1.  | Germania | 9    | 3  | 3 | 0 | 0 | 9  | 3  | +6 | Faza eliminatorie |
| 2.  | Anglia   | 4    | 3  | 1 | 1 | 1 | 4  | 3  | +1 | Faza eliminatorie |
| 3.  | Cehia    | 3    | 3  | 1 | 0 | 2 | 5  | 7  | −2 |                   |
| 4.  | Slovenia | 1    | 3  | 0 | 1 | 2 | 0  | 5  | −5 |                   |

| Cehia    | 1–3    | Anglia                             |
| -------- | ------ | ---------------------------------- |
| Fila 51' | Raport | Elliott 39' Rowe 48' Cresswell 76' |

| Germania                       | 3–0    | Slovenia |
| ------------------------------ | ------ | -------- |
| Woltemade 19', 42', 82' (pen.) | Raport |          |

| Anglia | 0–0    | Slovenia |
| ------ | ------ | -------- |
|        | Raport |          |

| Cehia                        | 2–4    | Germania                                        |
| ---------------------------- | ------ | ----------------------------------------------- |
| Arrey-Mbi 61' (a) Spáčil 66' | Raport | Tresoldi 34' Nebel 41' Woltemade 54' Martel 59' |

| Slovenia | 0–2    | Cehia             |
| -------- | ------ | ----------------- |
|          | Raport | Fila 48' Sejk 59' |

| Anglia    | 1–2    | Germania             |
| --------- | ------ | -------------------- |
| Scott 76' | Raport | Knauff 3' Weiper 33' |

### Grupa C
| Loc | Echipă     | Pct. | MJ | V | E | Î | GM | GP | DG | Calificare        |
| --- | ---------- | ---- | -- | - | - | - | -- | -- | -- | ----------------- |
| 1.  | Portugalia | 7    | 3  | 2 | 1 | 0 | 9  | 0  | +9 | Faza eliminatorie |
| 2.  | Franța     | 7    | 3  | 2 | 1 | 0 | 7  | 3  | +4 | Faza eliminatorie |
| 3.  | Georgia    | 3    | 3  | 1 | 0 | 2 | 4  | 8  | −4 |                   |
| 4.  | Polonia    | 0    | 3  | 0 | 0 | 3 | 2  | 11 | −9 |                   |

| Portugalia | 0–0    | Franța |
| ---------- | ------ | ------ |
|            | Raport |        |

| Polonia               | 1–2    | Georgia                        |
| --------------------- | ------ | ------------------------------ |
| Kałuziński 73' (pen.) | Raport | Lominadze 55' Gordeziani 90+3' |

| Portugalia                                        | 5–0    | Polonia |
| ------------------------------------------------- | ------ | ------- |
| Quenda 16', 24' Araújo 30' Bernardo 41' Gomes 63' | Raport |         |

| Franța                                   | 3–2    | Georgia |
| ---------------------------------------- | ------ | ------- |
| Tel 35' (pen.) Lepenant 89' Barry 90+12' | Raport |         |

| Georgia | 0–4    | Portugalia                                            |
| ------- | ------ | ----------------------------------------------------- |
|         | Raport | Pinheiro 24' Quenda 62' Gomes 87' Araújo 90+5' (pen.) |

| Franța                             | 4–1    | Polonia   |
| ---------------------------------- | ------ | --------- |
| Zézé 18' Cissé 19', 29' Abline 82' | Raport | Mosór 61' |

### Grupa D
| Loc | Echipă        | Pct. | MJ | V | E | Î | GM | GP | DG | Calificare        |
| --- | ------------- | ---- | -- | - | - | - | -- | -- | -- | ----------------- |
| 1.  | Danemarca     | 7    | 3  | 2 | 1 | 0 | 7  | 5  | +2 | Faza eliminatorie |
| 2.  | Țările de Jos | 4    | 3  | 1 | 1 | 1 | 5  | 4  | +1 | Faza eliminatorie |
| 3.  | Ucraina       | 3    | 3  | 1 | 0 | 2 | 4  | 5  | −1 |                   |
| 4.  | Finlanda      | 2    | 3  | 0 | 2 | 1 | 4  | 6  | −2 |                   |

| Ucraina                  | 2–3    | Danemarca                         |
| ------------------------ | ------ | --------------------------------- |
| Voloshyn 22' Braharu 78' | Raport | Bischoff 63' Bøving 81' Osula 88' |

| Finlanda               | 2–2    | Țările de Jos          |
| ---------------------- | ------ | ---------------------- |
| Terho 25' Keskinen 28' | Raport | Valente 59' Poku 90+3' |

| Finlanda | 0–2    | Ucraina               |
| -------- | ------ | --------------------- |
|          | Raport | Vanat 28' Braharu 49' |

| Țările de Jos       | 1–2    | Danemarca      |
| ------------------- | ------ | -------------- |
| Provstgaard 19' (a) | Raport | Osula 35', 47' |

| Danemarca       | 2–2    | Finlanda                |
| --------------- | ------ | ----------------------- |
| Harder 10', 68' | Raport | Skyttä 73' Keskinen 82' |

| Țările de Jos              | 2–0    | Ucraina |
| -------------------------- | ------ | ------- |
| Valente 34' Van Bergen 79' | Raport |         |

## Faza eliminatorie
În faza eliminatorie, prelungirile și loviturile de departajare sunt folosite pentru a decide câștigătorii, dacă este necesar. 
|  | Sferturi de finală         | Sferturi de finală |                       |   | Semifinale | Semifinale |  |  | Finala | Finala |
|  |                            |                    |                       |   |            |            |  |  |        |        |
|  | 21 iunie – Trnava          |                    |                       |   |            |            |  |  |        |        |
|  |                            |                    |                       |   |            |            |  |  |        |        |
|  | Spania                     | 1                  |                       |   |            |            |  |  |        |        |
|  | Spania                     | 1                  | 25 iunie – Bratislava |   |            |            |  |  |        |        |
|  | Anglia                     | 3                  |                       |   |            |            |  |  |        |        |
|  | Anglia                     | 3                  | Anglia                | 2 |            |            |  |  |        |        |
|  | 21 iunie – Žilina          |                    | Anglia                | 2 |            |            |  |  |        |        |
|  |                            | Țările de Jos      | 1                     |   |            |            |  |  |        |        |
|  | Portugalia                 | Țările de Jos      | 1                     | 0 |            |            |  |  |        |        |
|  | Portugalia                 |                    | 28 iunie – Bratislava | 0 |            |            |  |  |        |        |
|  | Țările de Jos              | 1                  |                       |   |            |            |  |  |        |        |
|  | Țările de Jos              | 1                  | Anglia d.p.           | 3 |            |            |  |  |        |        |
|  | 22 iunie – Dunajská Streda |                    | Anglia d.p.           | 3 |            |            |  |  |        |        |
|  |                            | Germania           | 2                     |   |            |            |  |  |        |        |
|  | Germania d.p.              | Germania           | 2                     | 3 |            |            |  |  |        |        |
|  | Germania d.p.              | 25 iunie – Košice  |                       | 3 |            |            |  |  |        |        |
|  | Italia                     | 2                  |                       |   |            |            |  |  |        |        |
|  | Italia                     | 2                  | Germania              | 3 |            |            |  |  |        |        |
|  | 22 iunie – Prešov          |                    | Germania              | 3 |            |            |  |  |        |        |
|  |                            | Franța             | 0                     |   |            |            |  |  |        |        |
|  | Danemarca                  | Franța             | 0                     | 2 |            |            |  |  |        |        |
|  | Danemarca                  |                    |                       | 2 |            |            |  |  |        |        |
|  | Franța                     | 3                  |                       |   |            |            |  |  |        |        |
|  | Franța                     | 3                  |                       |   |            |            |  |  |        |        |

### Sferturi de finală
| Portugalia | 0–1    | Țările de Jos |
| ---------- | ------ | ------------- |
|            | Raport | Poku 84'      |

| Spania            | 1–3    | Anglia                                       |
| ----------------- | ------ | -------------------------------------------- |
| Guerra 39' (pen.) | Raport | McAtee 10' Elliott 15' Anderson 90+4' (pen.) |

| Danemarca                 | 2–3    | Franța                       |
| ------------------------- | ------ | ---------------------------- |
| Bischoff 18' Sørensen 49' | Raport | Cissé 44' Merlin 84' Tel 85' |

| Germania                           | 3–2 (d.p.) | Italia                       |
| ---------------------------------- | ---------- | ---------------------------- |
| Woltemade 68' Weiper 87' Röhl 117' | Raport     | Koleosho 58' Ambrosino 90+6' |

### Semifinale
| Anglia           | 2–1    | Țările de Jos |
| ---------------- | ------ | ------------- |
| Elliott 62', 86' | Raport | Ohio 72'      |

| Germania                            | 3–0    | Franța |
| ----------------------------------- | ------ | ------ |
| Weiper 8' Woltemade 14' Gruda 90+5' | Raport |        |

### Finala
| Anglia                                   | 3–2 (d.p.) | Germania                   |
| ---------------------------------------- | ---------- | -------------------------- |
| - Elliott 5' - Hutchinson 24' - Rowe 92' | Raport     | - Weiper 45+1' - Nebel 61' |